# Campeonato Italiano de Rugby 1948-49
El Campeonato de Rugby de Italia de 1948-49 fue la decimonovena edición de la primera división del rugby de Italia.

## Sistema de disputa
El torneo se disputó en formato liga en donde cada equipo enfrentaba a cada uno de sus rivales en condición de local y de visitante.
El equipo que al finalizar el campeonato se ubique en la primera posición se corona campeón del torneo.

## Desarrollo
- Tabla de posiciones:[1]

| Pos. | Equipo            | Encuentros | Encuentros | Encuentros | Encuentros | Tantos | Tantos | Tantos | Puntos |
| Pos. | Equipo            | PJ         | PG         | PE         | PP         | F      | C      | Dif    | Puntos |
| ---- | ----------------- | ---------- | ---------- | ---------- | ---------- | ------ | ------ | ------ | ------ |
| 1.º  | Rugby Roma        | 18         | 11         | 4          | 3          | 136    | 59     | +77    | 26     |
| 2.º  | Rovigo            | 18         | 12         | 2          | 4          | 99     | 88     | +11    | 26     |
| 3.º  | Rugby Parma       | 18         | 13         | 0          | 5          | 223    | 66     | +157   | 26     |
| 4.º  | Amatori Milano    | 18         | 10         | 2          | 6          | 111    | 91     | +20    | 22     |
| 5.º  | Ginnastica Torino | 18         | 6          | 7          | 5          | 111    | 76     | +35    | 19     |
| 6.º  | Rugby Bologna     | 18         | 8          | 0          | 10         | 112    | 148    | -36    | 16     |
| 7.º  | A.S. Rugby Milano | 18         | 6          | 0          | 12         | 56     | 112    | -56    | 14     |
| 8.º  | Giovinezza        | 18         | 6          | 2          | 10         | 87     | 131    | -44    | 14     |
| 9.º  | Petrarca Rugby    | 18         | 5          | 2          | 11         | 77     | 122    | -45    | 12     |
| 10.º | Napoli            | 18         | 2          | 1          | 15         | 65     | 184    | -119   | 5      |

|  | Clasifica a la definición del título. |
|  | Descenso.                             |

## Desempate
| Pos. | Equipo      | Encuentros | Encuentros | Encuentros | Encuentros | Tantos | Tantos | Tantos | Puntos |
| Pos. | Equipo      | PJ         | PG         | PE         | PP         | F      | C      | Dif    | Puntos |
| ---- | ----------- | ---------- | ---------- | ---------- | ---------- | ------ | ------ | ------ | ------ |
| 1.º  | Rugby Roma  | 2          | 2          | 0          | 0          | 15     | 6      | +9     | 4      |
| 2.º  | Rovigo      | 2          | 1          | 0          | 1          | 49     | 12     | +37    | 2      |
| 3.º  | Rugby Parma | 2          | 0          | 0          | 2          | 6      | 52     | -46    | 0      |

| Bandera de Italia  |
| Campeón Rugby Roma |
| Cuarto título      |